# Шелленберг (феод)
47°14′01″ пн. ш. 9°32′53″ сх. д. / 47.23361111° пн. ш. 9.54805556° сх. д.
Феод Шелленберг — історична територія у князівстві Ліхтенштейн. Раніше належала Священній Римській імперії. Феод утворився за часів Гогенштауфенів. Сьогодні є виборчим округом при виборах до парламенту князівства.
Феод Шелленберг вперше згадується у 1317 році, коли був придбаний у володіння графами Верденберг. У 1396 році король Вацлав IV передав феод графам Вадуц і надав йому статус імперського. У 1412 році володіння перейшло до графа Монтфорт-Теттнанг, а у 1417 році — до роду Брандис, представники якого володіли графством Вадуц та об'єднали його із феодом у 1434 році.
Надалі Шелленберг з 1510 року належало графам Зульца, а з 1613 року — Хоенемс. Тридцятирічна війна спустошила володіння, зробивши його збитковим, і імперська комісія під керівництвом кемптенського абата ухвалила рішення виставити його на продаж. У 1699 році Шелленберг був куплений князем Гансом Адамом І фон Ліхтенштейном, який придбав у 1712 році також графство Вадуц. У 1719 році обидва володіння були об'єднані в князівство Ліхтенштейн, і тим самим феод Шелленберг був ліквідований.